# Lioponera
Lioponera es un género de hormigas perteneciente a la familia Formicidae, orden Hymenoptera. Fue descrito por Mayr en 1879.

## Especies
- Lioponera costatus (Bharti & Wachkoo, 2013)
- Lioponera aberrans (Clark, 1934)
- Lioponera adama Forel, 1910
- Lioponera augustae Wheeler, 1902
- Lioponera anokha (Bharti & Akbar, 2013)
- Lioponera bakeri (Wheeler & Chapman, 1925)
- Lioponera bicolor (Clark, 1924)
- Lioponera binodis Forel, 1910
- Lioponera bispinata (Chen et al., 2016)
- Lioponera braunsi (Emery, 1902)
- Lioponera braytoni (Weber, 1949)
- Lioponera brevicollis (Clark, 1924)
- Lioponera brevis (Clark, 1924)
- Lioponera clara (Clark, 1930)
- Lioponera clarki (Crawley, 1922)
- Lioponera cohici (Wilson, 1957)
- Lioponera collingwoodi Sharaf, 2007
- Lioponera constricta (Clark, 1924)
- Lioponera coxalis (Arnold, 1926)
- Lioponera crassa (Clark, 1941)
- Lioponera daikoku Terayama, 1996
- Lioponera decorsei Santschi, 1912
- Lioponera desertorum (Dlussky, 1990)
- Lioponera dumbletoni (Wilson, 1957)
- Lioponera elegans (Wheeler, 1918)
- Lioponera emeryi (Viehmeyer, 1914)
- Lioponera fervida (Wheeler, 1918)
- Lioponera ficosa (Wheeler, 1918)
- Lioponera flammea (Clark, 1930)
- Lioponera foreli (Santschi, 1914)
- Lioponera gilesi (Clark, 1924)
- Lioponera grandis (Clark, 1934)
- Lioponera greavesi (Clark, 1934)
- Lioponera gwynethae (Clark, 1941)
- Lioponera heros (Wheeler, 1918)
- Lioponera hewitti (Wheeler, 1919)
- Lioponera huode (Terayama, 2009)
- Lioponera inconspicua (Clark, 1924)
- Lioponera iovis Forel, 1915
- Lioponera kraepelinii (Forel, 1895)
- Lioponera krombeini (Donisthorpe, 1947)
- Lioponera larvata (Wheeler, 1918)
- Lioponera longitarsus Mayr, 1879
- Lioponera luzuriagae Wheeler & Chapman, 1925
- Lioponera macrops (Clark, 1941)
- Lioponera marginata (Emery, 1897)
- Lioponera mayri (Forel, 1892)
- Lioponera mjoebergi (Forel, 1915)
- Lioponera mullewana (Wheeler, 1918)
- Lioponera nayana (Bharti & Akbar, 2013)
- Lioponera neocaledonica Jouault et al., 2019
- Lioponera nigra Santschi, 1914
- Lioponera nigriventris (Clark, 1924)
- Lioponera nkomoensis (Forel, 1916)
- Lioponera noctambula Santschi, 1910
- Lioponera parva Forel, 1900
- Lioponera picipes (Clark, 1924)
- Lioponera picta (Clark, 1934)
- Lioponera piliventris (Clark, 1941)
- Lioponera potteri (Clark, 1941)
- Lioponera pruinosa (Brown, 1975)
- Lioponera pubescens (Emery, 1902)
- Lioponera punctatissima (Clark, 1924)
- Lioponera reticulata (Clark, 1926)
- Lioponera ruficornis (Clark, 1924)
- Lioponera rugulinodis (Wheeler, 1918)
- Lioponera senescens (Wheeler, 1918)
- Lioponera similis Santschi, 1930
- Lioponera simmonsae (Clark, 1924)
- Lioponera singaporensis (Viehmeyer, 1916)
- Lioponera singularis (Forel, 1900)
- Lioponera sjostedti (Forel, 1915)
- Lioponera suscitata (Viehmeyer, 1913)
- Lioponera turneri (Forel, 1902)
- Lioponera varians (Clark, 1924)
- Lioponera versicolor (Donisthorpe, 1948)
- Lioponera vespula (Weber, 1949)